# Mikel Laboa

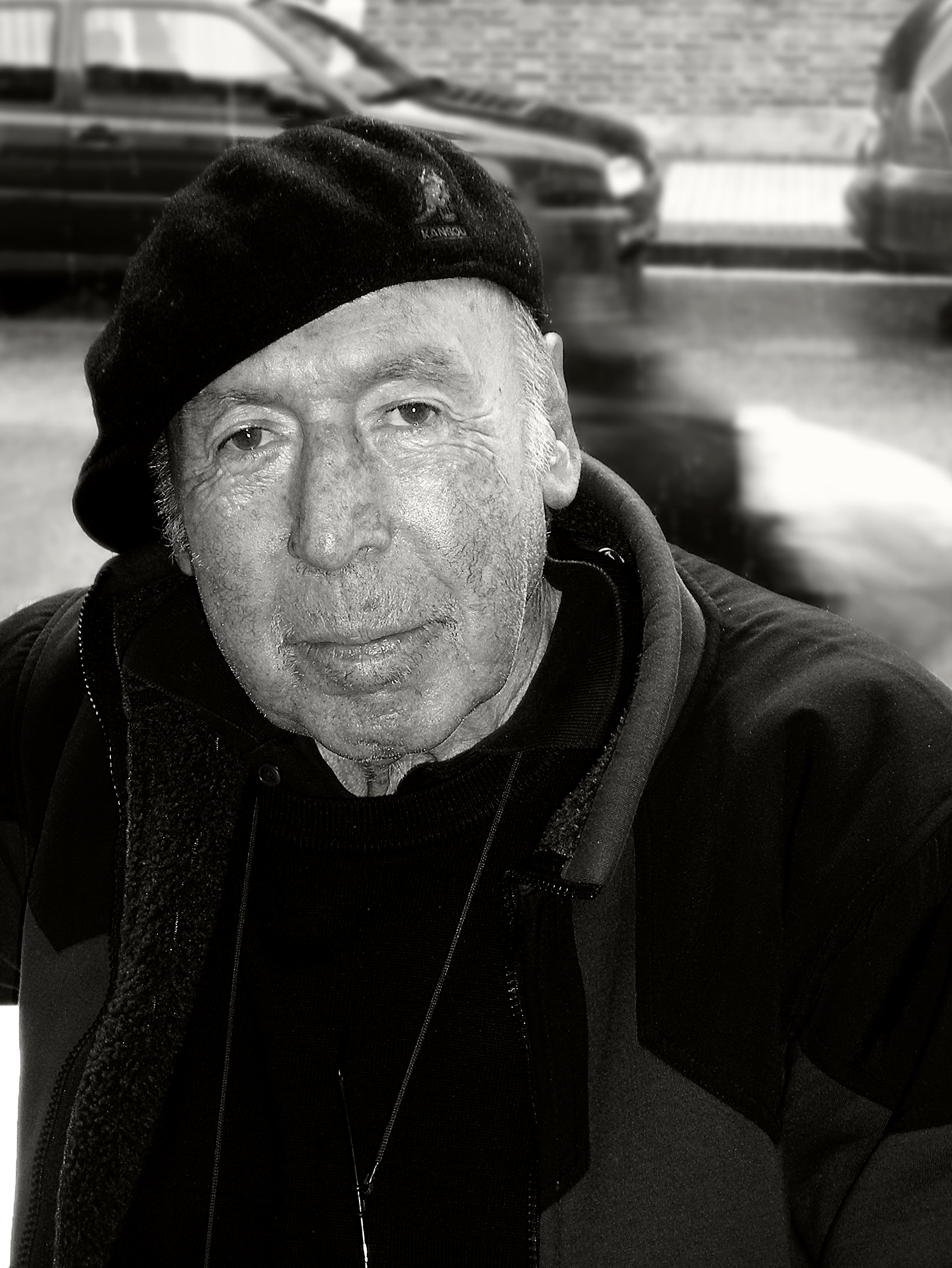
Mikel Laboa

Mikel Laboa (ur. 15 czerwca 1934 w Pasaia, zm. 1 grudnia 2008 w San Sebastián) – baskijski piosenkarz, autor tekstów piosenek.
Najbardziej znanym utworem Mikela Laboa jest pieśń Txoria txori (Ptak to ptak, słowa Joxean Artze), znana powszechnie jako Hegoak (Skrzydła), w poetycki sposób wyrażająca prawdę o niemożności posiadania wszystkiego. Jeśli podetniemy skrzydła ptakowi, żeby go zatrzymać przy sobie, to on w ogólne przestanie być ptakiem. Utwór ten wykonywało wielu wokalistów, w tym Joan Baez i Anne Etchegoyen.

## Dyskografia
- Lau herri kanta (1964),
- Ursuako Kantak (1966),
- Bertold Brecht (1969),
- Haika Mutil (1969),
- Euskal Kanta Berria (1972),
- Bat-Hiru (1974),
- Lau-bost (1980),
- 6 (Sei) (1985),
- Lekeitioak (1988),
- 12 (Hamabi) (1989),
- 14 (Hamalau) (1994),
- Mikel Laboa Zuzenean (1997),
- Zuzenean II - Gernika (2000),
- 60ak+2 (2003),
- Xoriek - 17 (2005)